# Blanca Li
Blanca Li, née le 12 janvier 1964 à Grenade, est une danseuse et chorégraphe espagnole dont l'activité est principalement basée en France. Elle est aussi metteuse en scène, réalisatrice, et actrice.
Elle est réputée pour son éventail d'expression corporelle, allant du flamenco au hip-hop en passant par le ballet ou la danse baroque. Le Centre Calentito, un ensemble de studios situés à Paris, a servi de base au travail de la chorégraphe de 1998 à 2018.

## Biographie

### Carrière chorégraphique
Blanca Li puise les sources de son inspiration dans la culture arabo-andalouse. Après avoir pratiqué la gymnastique rythmique dans l'équipe nationale espagnole à douze ans, elle part à New York à dix-sept ans, pour étudier pendant cinq ans à l'école de Martha Graham, tout en fréquentant les écoles d'Alvin Ailey, Paul Sanasardo et le Clark Center. Habitant Spanish Harlem, elle vit au quotidien la naissance du hip-hop, créant au passage un groupe de Flamenco-Rap. De retour en Espagne, elle crée à Madrid sa première compagnie, laquelle est sélectionnée pour le programme de l'Exposition universelle de Séville en 1992.
Établie en France depuis 1992, elle y présente un an plus tard Nana et Lila au Festival d'Avignon. Suivent Salomé sur une partition de Charles Koechlin en 1995 au Quartz de Brest, Stress - Pète pas les plombs en janvier 1997 au théâtre Jean-Vilar de Suresnes, et Le Songe du minotaure, en 1998, un ballet inspiré par la Grèce antique, produit pour la Biennale de Lyon et la Maison des Arts de Créteil. Elle conçoit en 1999 et 2000 le one-woman show Zap ! Zap ! Zap !, au Moulin du Roc de Niort et le présente notamment au théâtre national de Chaillot et à The Kitchen de New York dans le cadre du festival France Moves. Elle ouvre le festival Suresnes Cités Danse en 1999 avec une création hip hop, Macadam Macadam qui, d'Avignon aux États-Unis, en passant par l'Opéra-Comique de Paris, devient une référence du genre . À l'occasion du passage à l'an 2000 et de l'ouverture du Lieu unique à Nantes, elle répond à l'invitation du CRDC en présentant Univers unique, partition pour trapézistes, accordéon et danseuses.
En 1995, elle travaille avec le réalisateur Michel Gondry comme chef-chorégraphe, pour le clip mondialement connu du morceau "Around The World" des Daft Punk, en s'appuyant davantage sur un style pop contemporain.
L'Opéra de Nancy lui commande en 1997 et 1999 la mise en scène de deux opéras de Manuel de Falla : La Vie brève et L'Amour sorcier puis la mise en scène et la chorégraphie en création mondiale de l'opéra Un tango pour Monsieur Lautrec de Jorge Zulueta et Jacobo Romano. En septembre 1999, c'est l'Opéra de Paris qui lui commande la chorégraphie des Indes galantes de Rameau dirigée par William Christie. En juillet 2000, la danseuse étoile Monique Loudières lui commande le solo Silhouette pour Le Vif du sujet au Festival d'Avignon. Fin 2001, elle crée, pour le Ballet de l'Opéra de Paris, Shéhérazade, dans des costumes de Christian Lacroix.
Nommée directrice et chorégraphe du Ballet de Berlin au Komische Oper, elle y reste une saison, recréant Le Songe du minotaure pour 24 danseurs. Borderline, en collaboration avec les artistes plasticiens Jorge et Lucy Orta, voit le jour à Berlin en juin 2002. Refusant les coupes budgétaires imposées par l'administration, elle démissionne en juin 2002.
De retour en France, la chorégraphe présente Borderline en France et en Europe. La compagnie Blanca Li est accueillie en résidence à l'Opéra de Massy depuis 2002 où elle crée Al Andalus. Cette pièce est accueillie en juin 2004 à l'Alhambra de Grenade lors du festival international, avec orchestre symphonique et la grande chanteuse Marina Heredia. En mars 2003, Blanca Li réalise pour l'Opéra Bastille la chorégraphie de Guillaume Tell, mis en scène par Francesca Zambello. Alarme, une nouvelle création de Blanca Li, voit le jour en septembre 2004 à la Biennale de Lyon, et tourne en alternance avec une nouvelle version de Al Andalus accompagné pour certaines occasions de la chanteuse de flamenco Carmen Linares (Festival Madrid en Danza et Festival Italica de Séville). En février 2004, Blanca Li signe la chorégraphie de Don Giovanni au Metropolitan Opera de New York, mis en scène par Marthe Keller. Elle est nommée en France la même année chevalier de l'ordre national du Mérite et reçoit en Espagne le prix Manuel de Falla, en reconnaissance de sa contribution à la chorégraphie contemporaine et de sa trajectoire professionnelle.
En 2005, Blanca Li collabore à la comédie musicale Bagdad Café. En 2006, elle participe, en tant que juge, à l'émission Dancing Show sur France 2. En 2006, elle remonte Macadam Macadam, son spectacle musical hip hop à l'Opéra de Massy puis au Théâtre Mogador à Paris pour lequel elle reçoit un Globe de Cristal, prix de la presse française au meilleur spectacle (catégorie Danse et Opéra) en 2007.
Elle est nommée directrice du Centre andalou de danse à Séville (CAD) en septembre 2006. Corazón Loco, création de la compagnie avec l'Ensemble vocal Sequenza 9.3 dirigé par Catherine Simonpietri sur une partition d'Édith Canat de Chizy, est produit en janvier 2007 au théâtre Odyssud de Blagnac, et au Théâtre national de Chaillot.
Blanca Li est promue officier de l'ordre des Arts et des Lettres par le ministre de la Culture en mars 2007.
En juillet 2007, elle crée Poète à New York, un spectacle inspiré par le voyage à New York et les poèmes de Federico Garcia Lorca au théâtre de verdure du Generalife à Grenade. Accompagnée sur scène par la chanteuse de flamenco Carmen Linares et le danseur de flamenco Andrés Marín, et une trentaine de danseurs et musiciens, elle compose une œuvre proche de la comédie musicale sur une partition musicale originale de jazz et flamenco de Tao Gutierrez. Ce spectacle obtient le prix de la meilleure chorégraphie aux Premios Max (équivalent des Molières en Espagne).
Dans le domaine des arts plastiques, elle réalise sa première exposition intitulée Te voy enseñar a bailar (Je vais t'apprendre à danser) au MUSAC, le musée d'art contemporain de León en Espagne en janvier 2008.
Le 23 juin 2009, Le Ministère de la Culture la nomme Artiste associée au Centre chorégraphique national de Créteil, dirigé par Mourad Merzouki. Avec sa compagnie, elle crée Le Jardin des délices, un spectacle inspiré par le tableau de Jérôme Bosch et présenté notamment au festival Montpellier Danse et au Théâtre des Champs Elysées à Paris. Le 19 septembre 2009 elle participe à « La Noche en Blanco » (la Nuit Blanche) de Madrid avec une installation multimedia intitulée Ven a bailar conmigo. À l'automne 2009, elle reçoit du Roi d'Espagne la Medalla de Oro al Mérito en las Bellas Artes distinction attribuée pour l'année 2008 sur proposition du Ministère de la Culture Espagnol.
En janvier 2010, elle crée Quel cirque pour le festival Suresnes Cités Danse avec le collectif Jeu de jambes. En mars 2010 elle participe comme metteur en scène et chorégraphe à la production de l'Opéra Treemonisha de Scott Joplin au théâtre du Châtelet. En juin 2010, elle met en scène l'opéra de musique contemporaine Very Gentle et Un parque de Luis de Pablo pour son 80e anniversaire au Teatro del Canal de Madrid. En décembre 2010, elle crée avec le groupe de danse Electro Street le spectacle de danse électro ElectroKif à Colombes. À cette période, elle fait acte de candidature pour assurer la direction du centre culturel le 104 ouvert en 2008 à Paris et dont les directeurs initiaux n'ont pas été reconduits par la ville ; candidature qui n'a pas abouti.
En juin 2011, elle remonte Macadam Macadam dans une troisième version avec une compagnie espagnole à Barcelone pour le Festival GREC. En septembre 2011, elle organise l'événement grand public La Fête de la danse de Blanca Li au Grand Palais. Le 30 juin 2012, elle est invitée par le château de Versailles pour assurer la direction artistique du Grand Bal Masqué de Versailles.

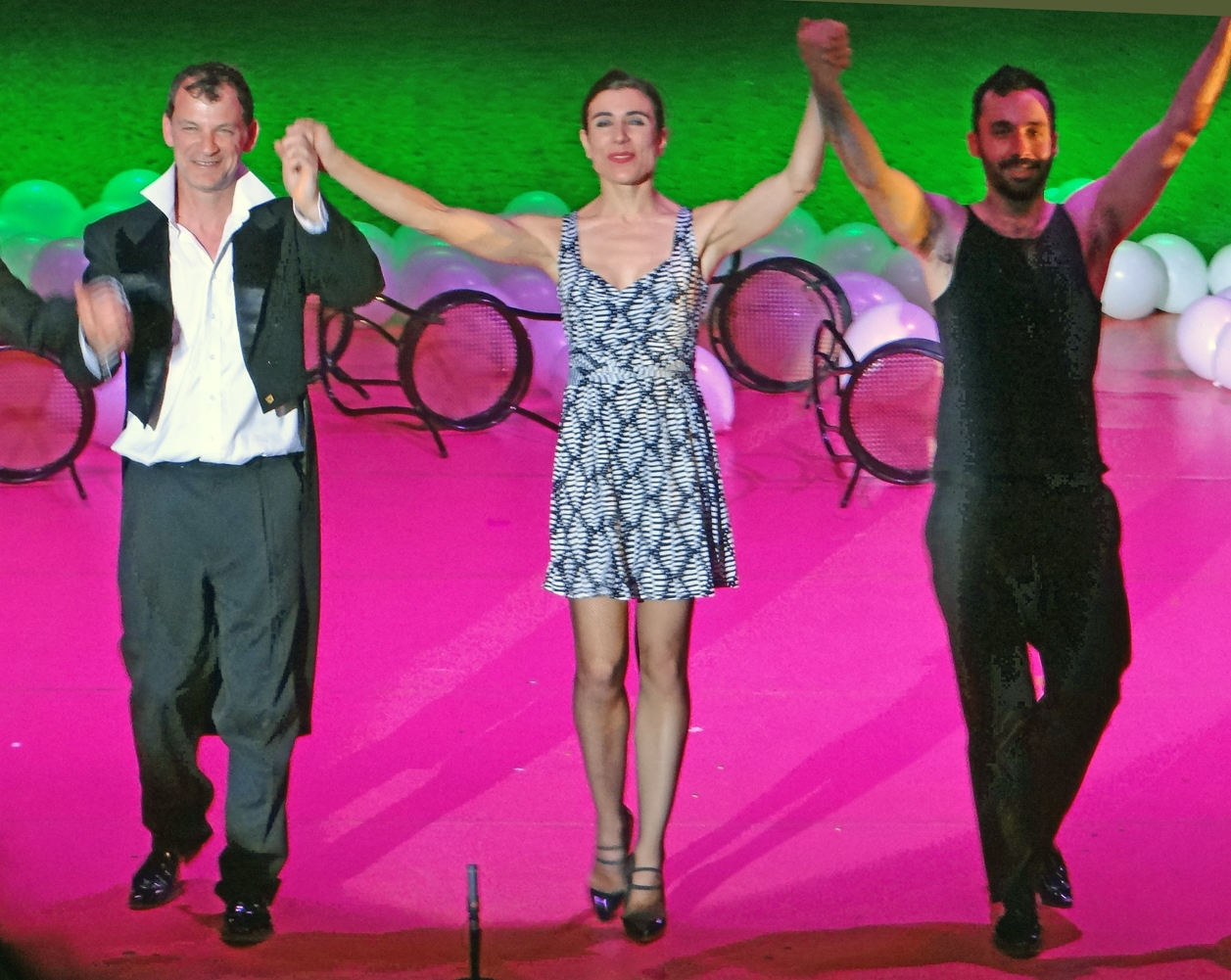
Blanca Li saluant avec sa troupe après une représentation du Jardin des délices en 2013.

Pour le 20e anniversaire de la création de sa compagnie, Blanca Li réalise en 2013 un programme rétrospective et la création de Robot pour le Festival Montpellier Danse. Le robot humanoïde, NAO, participe au programme. Faute de sponsors, elle doit renoncer en 2013 à organiser la deuxième édition de la « Fête de la Danse » au Grand Palais. ROBOT est programmé en tournée Europe, Asie et aux États-Unis (à la Brooklyn Academy of Music) jusqu'en 2017.
En décembre 2015, elle revient sur la scène du Théâtre des Champs-Élysées avec la danseuse étoile du Bolchoï Maria Alexandrova pour  Déesses & Démones. En juin 2016, elle réalise la mise en scène de C'est rouge, une revue musicale pour l'hôtel Faena à Miami Beach. En septembre 2017, elle crée Solstice au Théâtre national de Chaillot pour quatorze danseurs et un musicien africain sur scène. En janvier 2018, elle crée Elektrik au lors du festival Suresnes Cités Danse, son deuxième spectacle porté sur l'électro.
En octobre 2018, elle crée pour le Ballet national Sodre d'Uruguay, Don Quijote del Plata, un spectacle inspiré par l'œuvre de Miguel de Cervantes et sur des partitions musicales de divers compositeurs classiques allant de Telemann à Rimski-Korsakov.
Le 24 avril 2019, aux côtés de Thierry Malandain et d'Angelin Preljocaj, elle devient l'un des premiers membres de la section « chorégraphie » nouvellement créée au sein de l'Académie des Beaux-arts. Le 15 octobre 2019, elle est nommée directrice artistique des Teatros del Canal (es) à Madrid.
Blanca Li est promue commandeur de l'ordre des Arts et des Lettres par le ministre de la Culture en juillet 2021.
La Fondation Fiminco installe les nouveaux studios de Blanca Li à partir de 2022 à Romainville dans le centre d'art contemporain implanté sur le site des anciennes usines Roussel.
Le Bal de Paris de Blanca Li, un spectacle immersif en réalité virtuelle, reçoit le Lion de la meilleure expérience VR au Festival International de Venise en septembre 2021, et se joue à guichets fermés au Théâtre national de Chaillot en octobre 2021, au Palace pendant plusieurs mois à partir de novembre 2021 puis à l'Opéra de Rennes en juillet 2022.
En avril 2024, elle est choisie pour devenir présidente de l'établissement public du parc et de la Grande halle de la Villette. 
Le 11 juillet 2025, elle annonce quitter la présidence de la Grande halle de la Villette après un an d'exercice. Elle invoque la difficulté de conjuguer ce poste avec sa vie artistique.

### Carrière audiovisuelle
Blanca Li apparaît au cinéma en tant que chorégraphe (Gazon maudit, Nettoyage à sec, Sin noticias de dios, Le code a changé, L'Écume des jours, Les Amants passagers), pour des spots de publicité, (Perrier, Gap, Jean Paul Gaultier, Prada, Lancôme), des clips vidéo (Daft Punk, Blur, Les Rita Mitsouko, Goldfrapp, Kanye West ou Paul McCartney). Elle écrit et réalise son premier court-métrage, Angoisse, que viennent couronner quatre prix (Festivals de Brest, Grenoble, Créteil).
Elle réalise en 2001 son premier long métrage, Le Défi, une comédie musicale hip-hop, qui concourt en sélection officielle au Festival du film de TriBeCa (New York) en 2004.
En 2003, elle est à l'affiche du court-métrage La Chatte andalouse de Gérald Hustache-Mathieu aux côtés de Sophie Quinton.
Elle réalise de nombreuses œuvres dans le domaine de l'audiovisuel (And So On de Matthew Herbert, La Paella, Un après-midi avec l'équipe de France d'athlétisme féminin, Sandance et la captation d'une de ses chorégraphies pour Arte Al Andalus).
En 2008, elle réalise un deuxième long-métrage, Pas à pas (2010), un documentaire tourné en coulisses du spectacle Corazón loco de la compagnie Blanca Li, avec le groupe Sequenza 9.3. En 2009, Blanca Li incarne un des rôles principaux du film Le code a changé de Danièle Thompson.
En 2012, elle réalise trois films publicitaires pour Longchamp avec Coco Rocha sur le thème « Le mouvement créateur » : Oh My Dog !, Oh My Bag ! et Oh My Bike !.
En 2016, sort en salles son troisième long métrage, Elektro Mathematrix, une comédie musicale urbaine sans dialogues adaptée de son spectacle ElectroKif.
En 2023, elle est jurée de l'émission Prodiges Pop sur France 2.

## Principales chorégraphies
- 1993 : Nana et Lila
- 1994 : Central Station
- 1995 : Salomé
- 1997 : Stress
- 1997 : L'Amour sorcier de Manuel de Falla
- 1997 : La Vie brève de Manuel de Falla
- 1998 : Le Songe du minotaure
- 1999 : Indes galantes de Rameau pour l'Opéra de Paris
- 1999 : Macadam Macadam
- 2001 : Shéhérazade pour le ballet de l'Opéra de Paris
- 2002 : Borderline
- 2003 : Guillaume Tell à l'Opéra Bastille
- 2004 : Don Giovanni au Metropolitan Opera à New York
- 2004 : Alarme
- 2004 : Al Andalus
- 2005 : Bagdad Café avec Percy Adlon
- 2006 : Macadam Macadam nouvelle version
- 2007 : Corazón loco
- 2007 : Poète à New York
- 2009 : Le Jardin des délices
- 2010 : Quel cirque
- 2010 : ElektroKif avec Electro Street
- 2013 : Robot
- 2015 : Déesses & Démones
- 2017 : Solstice
- 2018 : Elektrik  avec Electro Street
- 2018 : Don Quijote del Plata  pour le ballet national Sodre d'Uruguay
- 2020 : Pulcinella  pour le Ballet national espagnol
- 2021 : Le Bal de Paris de Blanca Li
- 2022 : Casse-Noisette au Théâtre Jean-Vilar de Suresnes

## Principales œuvres audiovisuelles
- 1997 : Daft Punk - Around the world (vidéo musique réalisée par Michel Gondry)
- 1998 : Angoisse (5 min, court métrage, fiction)
- 2002 : Le Défi' (94 min, cinéma, fiction)
- 2005 : Al Andalus (26 min, ARTE captation de chorégraphie)
- 2009 : Pour elle (23 min, court métrage, fiction, avec Victoria Abril, série X Femmes pour Canal+, fiction)
- 2009 : Pas à Pas (90 min, cinéma, documentaire)
- 2015 : Dans l'ombre des Tudors : Catherine d'Aragon (Joanne Whalley) (doublage, mini-série)
- 2016 : Elektro Mathematrix (80 min, cinéma, fiction)

## Distinctions

### Récompenses
- 2007 : Globes de Cristal du « meilleur opéra danse » pour Macadam, Macadam
- 2019 : Membre de la section « chorégraphie » nouvellement créée au sein de l'Académie des Beaux-arts.
- 2021 : Lion de la Meilleure expérience VR au 78ème Festival International de Film de Venise [11]

### Décorations
- Chevalier de la Légion d'honneur (France, 2014)[17] ;
- Chevalier de l'ordre national du Mérite (France, 2004)[17] ;
- Commandeur de l'ordre des Arts et des Lettres (France, 2021 ; officier en 2007) ;
- Médaille d'or du mérite des beaux-arts (Espagne, 2008)[18] ;
- Médaille d’or du Mérite de la Ville de Grenade (Espagne, 2013)[19].